# Sphenomorphus anomalopus
Sphenomorphus anomalopus — вид сцинкоподібних ящірок родини сцинкових (Scincidae). Мешкає в Індонезії і Малайзії.

## Поширення і екологія
Sphenomorphus anomalopus мешкають на Суматрі і на сусідньому острові Ніас, а також на острові Пінанг поблизу узбережжя Малакки, можливо, також на самому Малайському півострові. Вони живуть у вологих тропічних лісах.